# 고대 근동의 종교

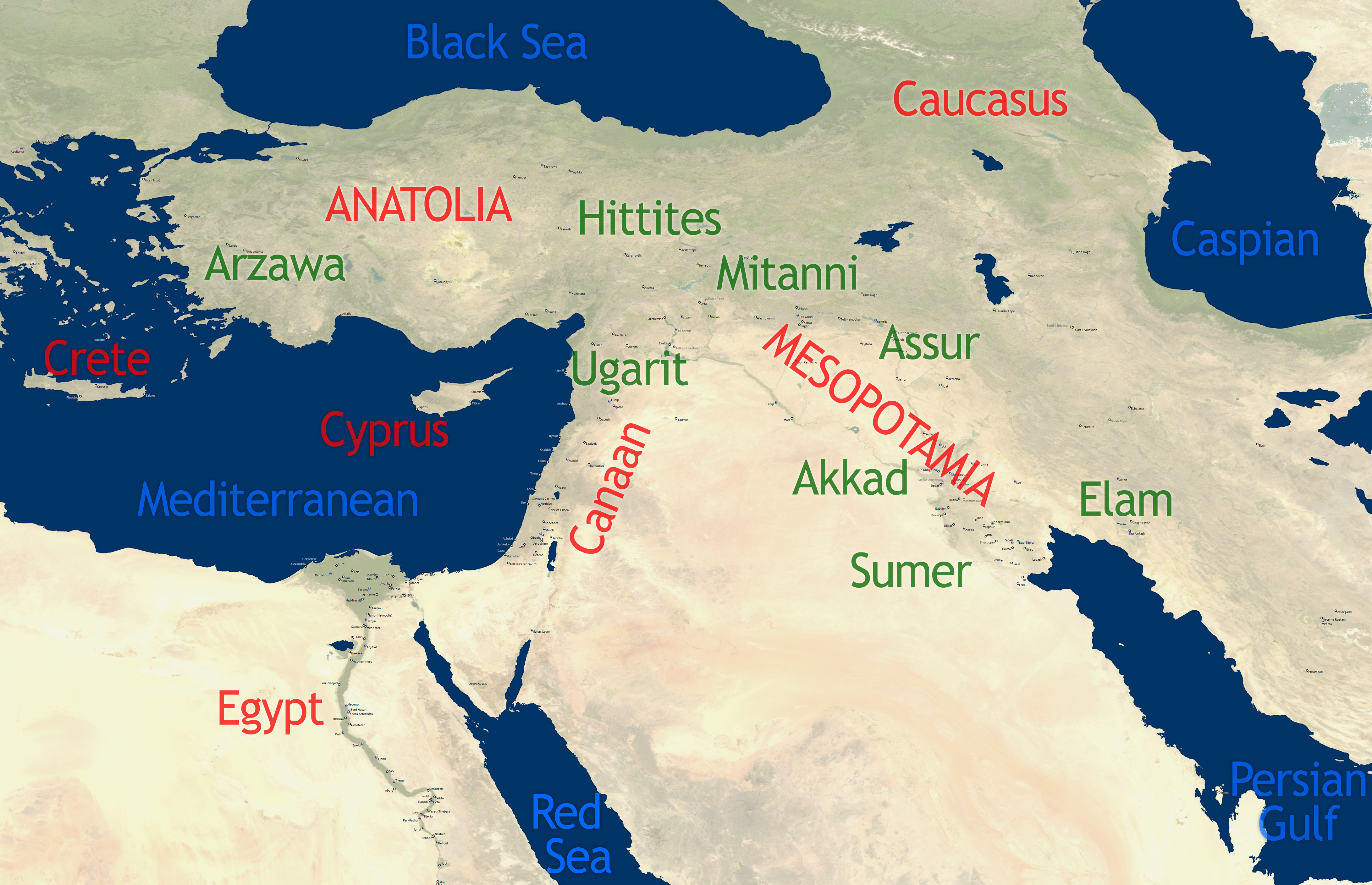
고대 근동(Ancient Near East)

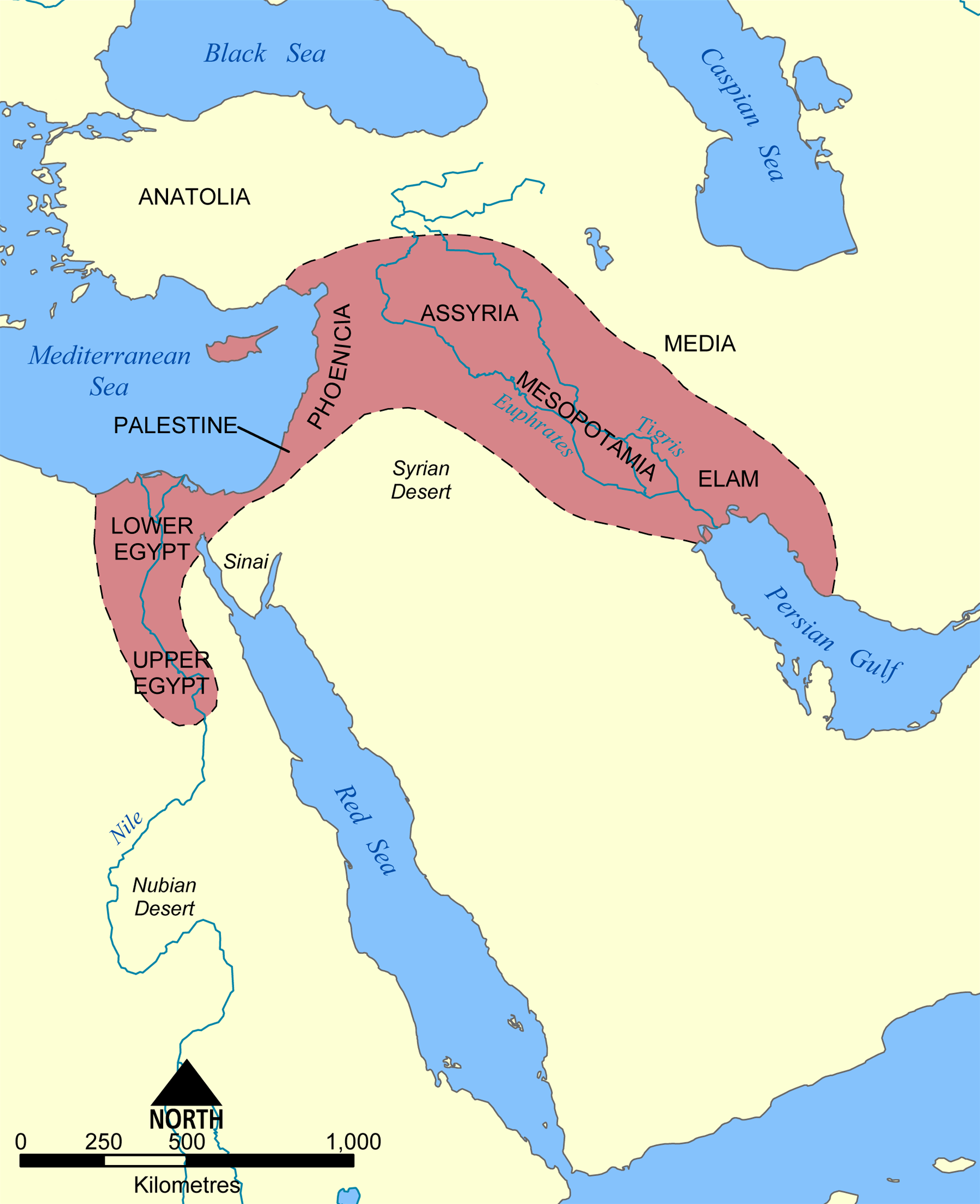
비옥한 초승달 지대

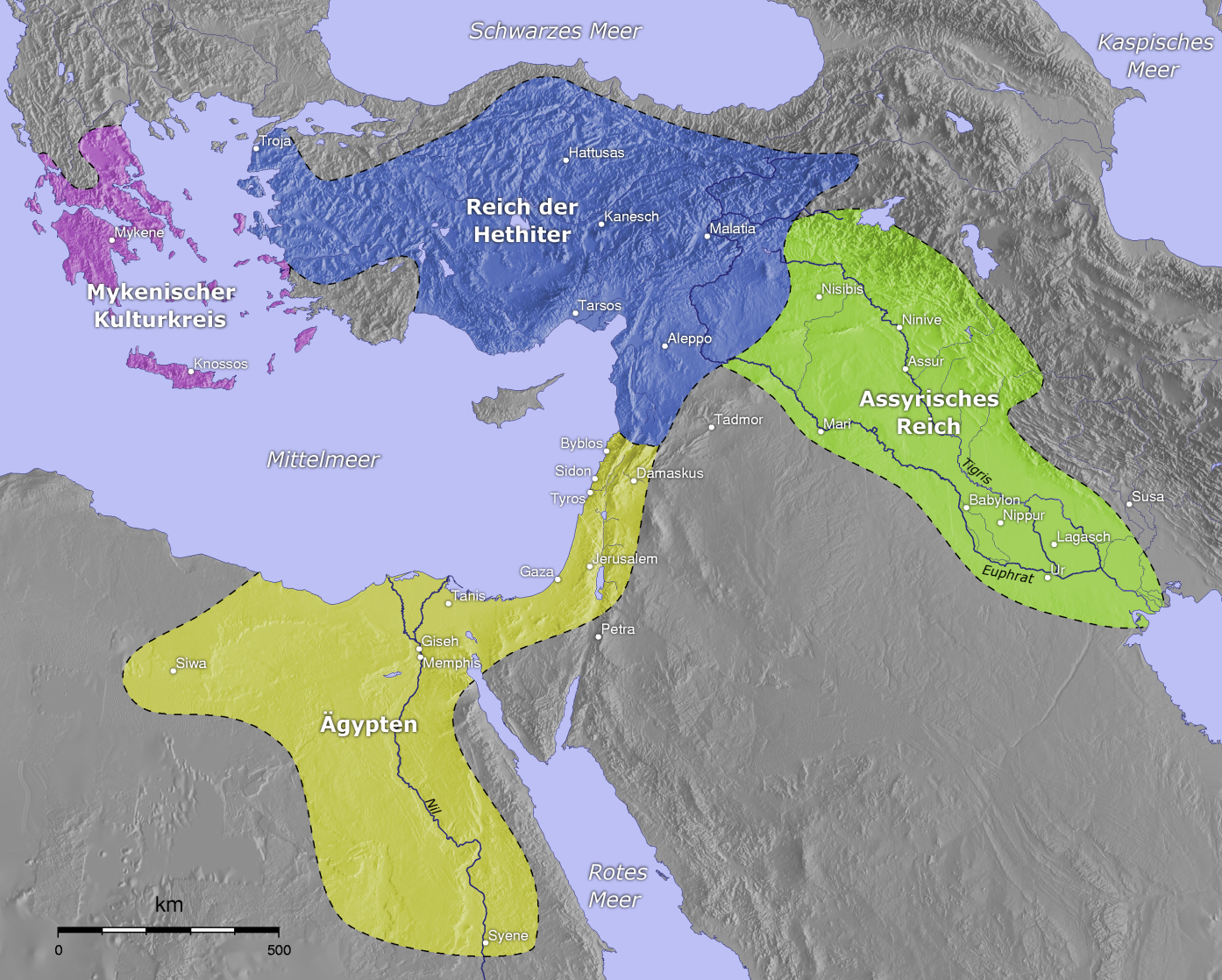
기원전 1400년경의 히타이트 제국 (파랑), 아시리아 제국 (녹색), 고대 이집트 (노랑), 그리스 미케네 문명 (분홍)

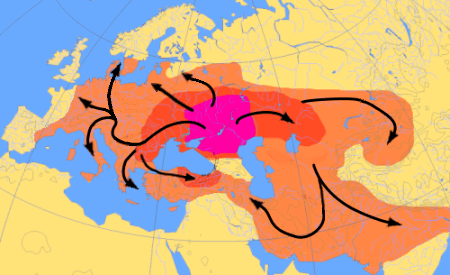
쿠르간 이론에 따른 기원전 4000~1000년경의 인도유럽인의 이동: 분홍색은 인도유럽인의 우르하이마트(고향), 빨간색은 기원전 2500년경까지의 인도유럽인의 거주 지역, 오렌지색은 기원전 1000년경까지의 인도유럽인의 거주 지역

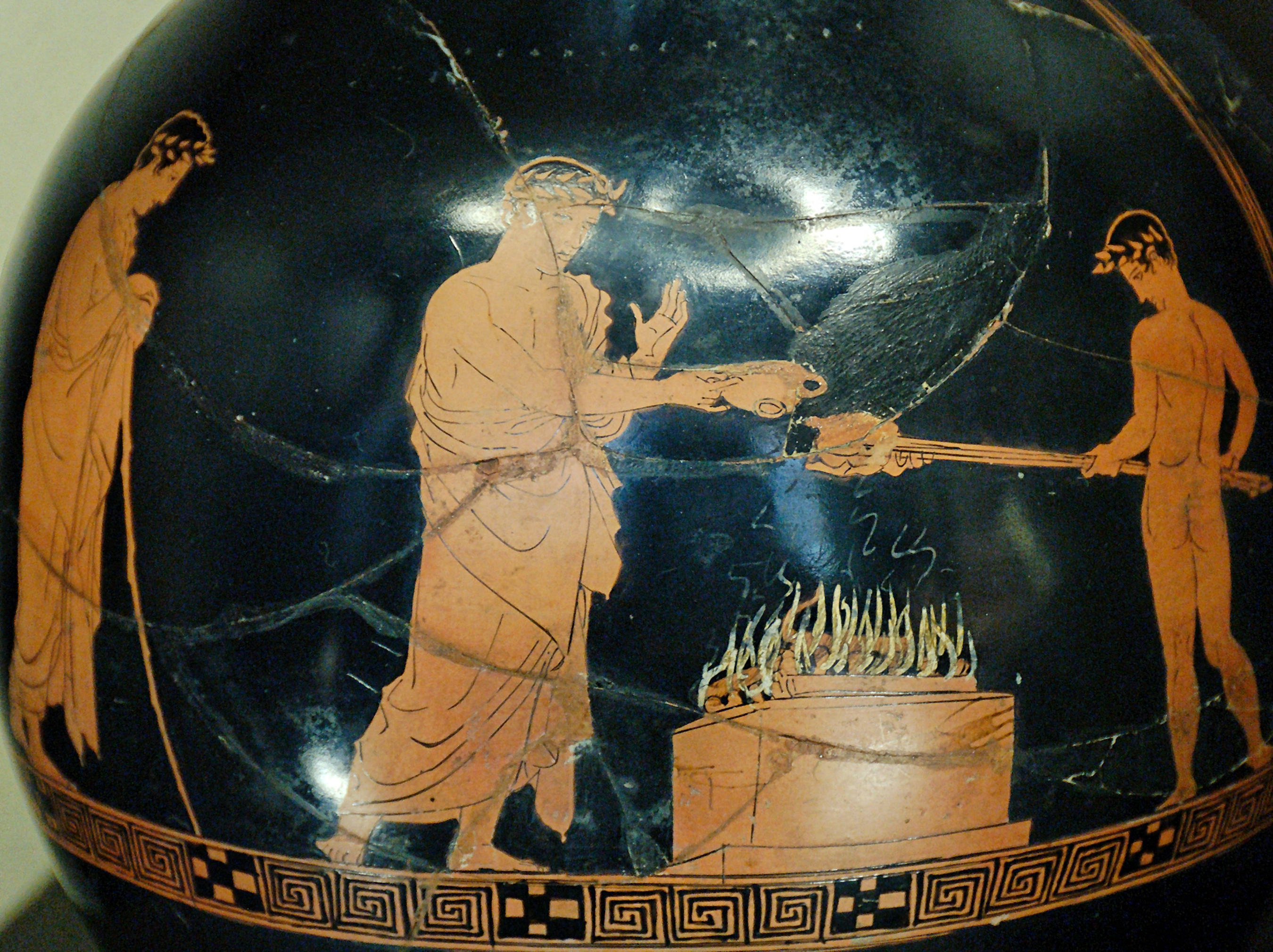
고대 그리스의 동물 공희(animal sacrifice): 제주(祭酒)도 함께 바쳐지고 있다. 아티카식의 붉은색 문양의 오이노코이(물주전자), 기원전 430~425년경 (루브르 박물관 소재)

고대 근동(古代近東, Ancient Near East)은 청동기 시대(기원전 3300~기원전 1300/1200)로부터 철기 시대(기원전 1300/1200~기원전 600) 초기까지 약 2천년간 이상의 기간 동안의, 메소포타미아 문명과 고대 이집트 문명의 지역들을 포괄하는 비옥한 초승달 지대를 중심으로 하는 현재의 중동 지역을 일컫는다. 이 기간 동안 고대 근동에는 많은 문화적 · 종교적 접촉들이 있었다.
고대 이집트 문명에 비해 메소포타미아 문명은 지리적으로 더 개방된 곳이어서 여러 민족이 혼합된 다민족 문화로 발달하였다. 메소포타미아에서는 전쟁과 사회적 불안 상태가 지속적으로 일어났는데, 그럼에도 불구하고 다양한 외적인 힘들을 성공적으로 통합하는 일도 계속하여 발생하였다. 메소포타미아의 이러한 지리적 특성은 고대 근동의 종교에도 반영되어 있는데, 이 지역의 종교들의 대다수는 많은 신을 숭배하는 다신교였다. 그러면서도 서로 다른 민족의 주요 신들은 서로 비슷한 경우가 많았으며 문화적 경계를 넘어 숭배되기도 하였다.
고대 근동의 종교 중 다신교가 아닌 경우로는 마르둑교(Mardukites)와 아수르교(Ashurism)와 같은 초기 단계의 일신숭배와 아텐주의(Atenism)와 같은 일신교가 있었다. 일군의 학자들은 고대 근동의 종교들 간의 유사점은 이들이 서로 연관되어 있음을 보여준다고 믿는데, 이러한 믿음을 패턴주의(Patternism)라 한다.
중부와 서부 아나톨리아와 북부 시리아의 사람들, 즉 루비아어를 사용한 이들의 판테온은 고대 그리스 종교에 특히 큰 영향을 끼쳤다. 한편 아시리아-바빌로니아 종교는 유대교와 아케메네스 왕조(기원전 550~330)의 조로아스터교에 영향을 끼쳤다. 다시 고대 메소포타미아 · 이집트 · 그리스의 종교적 전통은 기독교에 크게 영향을 끼쳤다.

## 개요
고대 근동은 지역적으로 다음과 같이 나뉜다.
- 메소포타미아(수메르, 아시리아, 바빌로니아, 아카드): 아시리아-바빌로니아 종교, 수메르 종교, 메소포타미아 신화
- 엘람
- 고대 이집트: 고대 이집트 종교
- 레반트(가나안, 우가리트, 에블라, 미탄니): 가나안 종교
- 아나톨리아(히타이트 제국, 아수와, 아르자와): 히타이트 신화, 후르리 신화
- 캅카스와 아르메니아고원(우라르투)
- 키프로스와 크레타(미노스 문명): 미노스 종교

기원전 2500년경 이후의 고대 근동의 초기 유적들과 원천 자료들은 메소포타미아 신화와 고대 이집트 종교에 대한 정확한 모습을 주지는 못하지만 대체적으로나마 일별할 수 있게 한다.
기원전 18세기경 아나톨리아 북중부의 하투샤를 중심으로 형성된 나라로 언어적으로는 인도-유럽어족에 속하는 히타이트 제국의 종교는 초기에 원인도유럽 종교로부터 내려온 특징들을 지녔다. 그러나 후대로 가면서 히타이트 종교는 점점 더 메소포타미아의 토착 종교들 중 하나인 고대 아시리아의 종교로 흡수되었다.
고대 그리스 종교는 고대 근동의 신화의 영향을 강하게 받았지만, 고대 근동의 신화의 용어가 그대로 사용되지는 않았다. 헬레니즘 시대의 신비 종교들은 고대 이집트 종교와 연결되어 있었는데 단순한 관련 정도가 아닌 의식적이고 자각적인 수준의 연결이었다.
고대 근동의 종교들은 해당 도시 국가의 신을 숭배하는 종교를 해당 지역의 지배적인 종교로 하는 신정 정치, 즉 제정일치의 체제를 중심으로 이루어져 있었다. 하지만 초지역적인 신들과 신화소(神話素)도 존재하였는데, 예를 들어, 탐무즈 신과 하계로의 하강의 신화소가 이들에 속한다.
고대 근동의 종교에서는 다음의 것들이 공통적으로 행해졌다:
- 정화 의식 (특히, 세례)
- 공희(供犧 · Sacrifice) (식물 및 동물 공희, 제주(祭酒), 특히 신화에서는 인신공희도 있음)
- 다신교 (단, 이집트와 그리스는 택일신교)
- 국가(도시 국가)가 후원하는 종교 (신정정치)
- 성창(聖娼 · Sacred prostitution) 또는 사원매춘(寺院賣春 · Temple prostitution)
- 점술(Divination)
- 마법 (강림술 · Invocation, 주술 · Conjuration, 부적 · Talisman)

위의 부문 중 길흉을 판단하고 미래를 예언하는 용도로 사용된 점술에는 다음과 같은 세부 부문들이 있었다:
- 동물점(Apantomancy): 특정 동물의 출현 여부 또는 동물의 행동을 보고 점을 치는 것
- 주사위점(Cleromancy): 주사위를 던져 점을 치는 것
- 창자점(Hepatoscopy): 제물로 바친 짐승의 창자로 점을 치는 것
- 구름점(Nephomancy): 구름을 관찰하여 점을 치는 것
- 새점(Ornithomancy): 새의 나는 모양 혹은 울음소리로 점을 치는 것
- 연기점(Capnomancy): 불을 피웠을 때 나는 연기의 모양으로 점을 치는 것
- 해몽(Oneiromancy): 꿈으로 점을 치는 것. 고대 근동인들은 신들이 꿈 속에서 인간에게 나타날 수 있으며 심지어 인간을 데리고 하늘 세계나 지하 세계로 데려갈 수 있다고 믿었다.[3]

## 메소포타미아

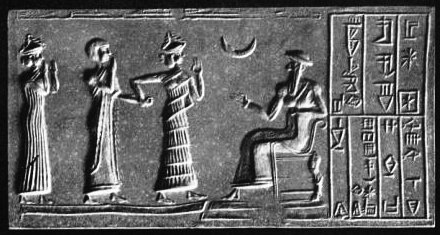
달의 신 신이 나오는 기원전 2100년경(우르 제3왕조 시대)의 원통 인장의 인각문(印刻紋): 오른쪽에 앉아 있는 인물은 우르 제3왕조를 세운 우르남무인 것으로 여겨지고 있다. 우르남무가 달의 신 신의 엔시(ensi: 대사제, 속국의 왕, 또는 봉신)인 하샤메르(Ḫašḫamer)에게 그의 봉토에 대한 지배권을 하사하는 의식을 행하는 장면이다. 하샤메르를 그의 람마(lamma: 수호 여신)가 이끌고 있으며, 달의 신 신이 람마와 우르남무 사이에 초승달의 형상으로 현현해 의식을 인정하고 축복하고 있다.

### 점성술
아시리아-바빌로니아 종교(Assyro-Babylonian religion)에서는 남신과 여신을 천체, 즉 태양, 달, 행성 또는 별과 동일시하였고 모든 신들에 대해 하늘에 각자의 자리를 지정하였다.

## 같이 보기
- 메소포타미아 신화 및 종교(Mesopotamian mythology and religion): 기원전 4000년부터 기원후 3세기까지
- 원시 인도유럽 종교(Proto-Indo-European religion): 쿠르간 이론에 따르면 기원전 4000~1000년 동안 인도유럽인들의 이동이 있었다.